# Bahnhof Berlin Westkreuz
Stationen Berlin Westkreuz ligger i västra Berlin och är en stor knutpunkt för pendeltågen, S-bahn. Vid denna station möts tåg som går in mot centrala staden samt även tåg som går runt i ringbanan utanför staden. Tåg till Potsdam, Olympiastadion och Spandau stannar också. Stationen är en av Berlins stora tågcentraler tillsammans med Berlin Ostkreuz, Berlin Südkreuz, Berlin Gesundbrunnen, Berlin Ostbahnhof, Berlin Zoologischer Garten samt Berlin Hauptbahnhof.

## Bilder

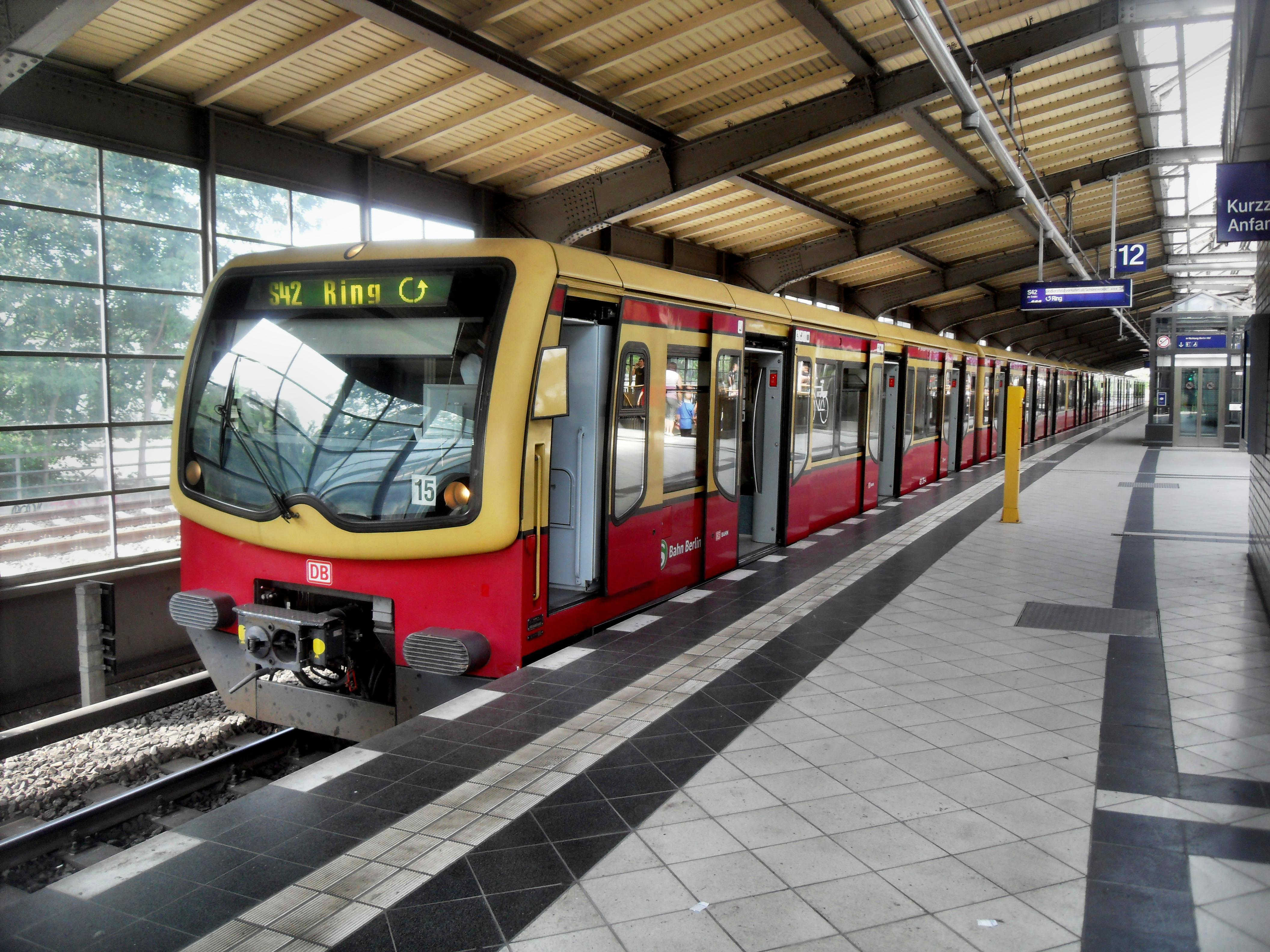
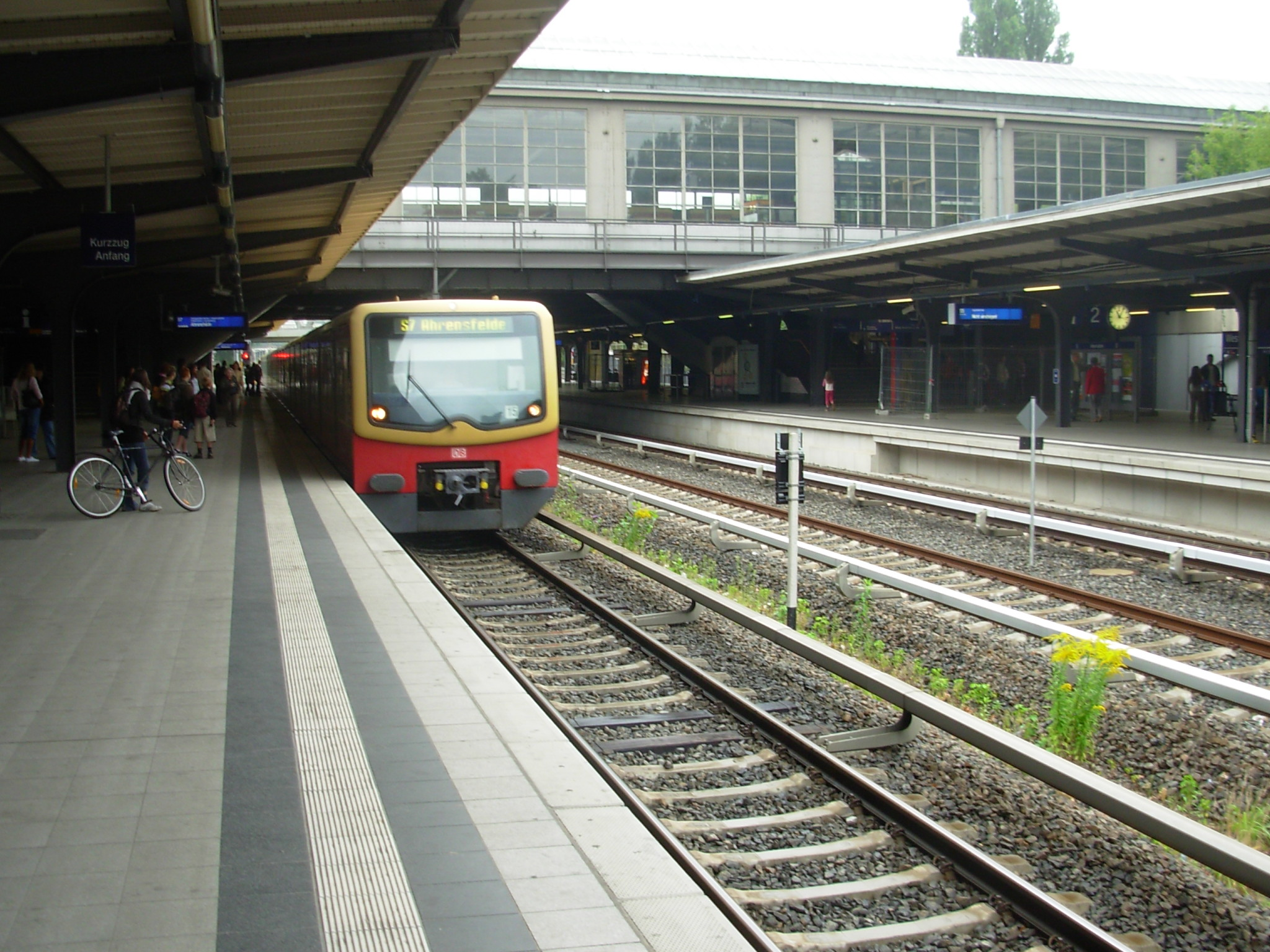
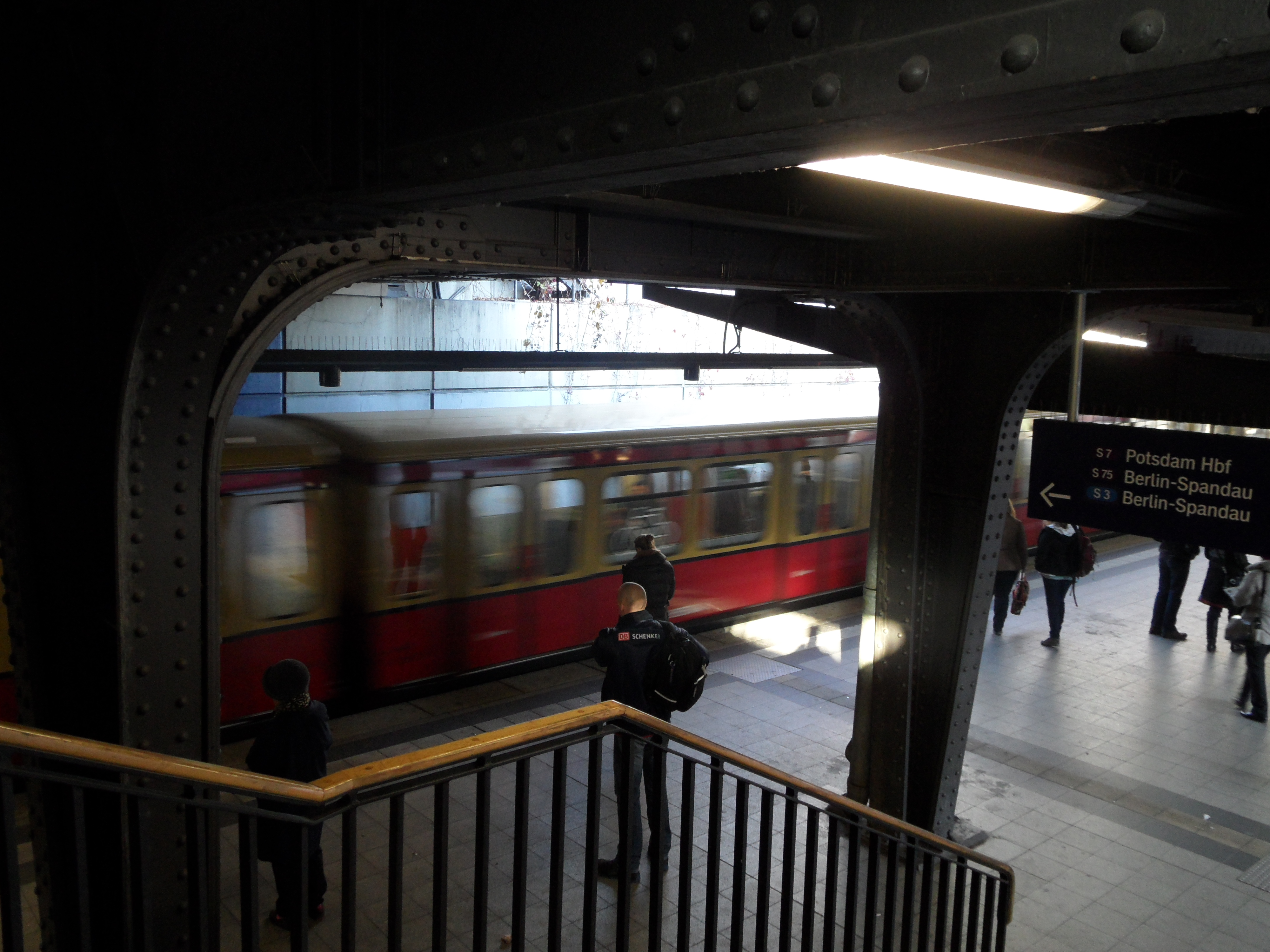
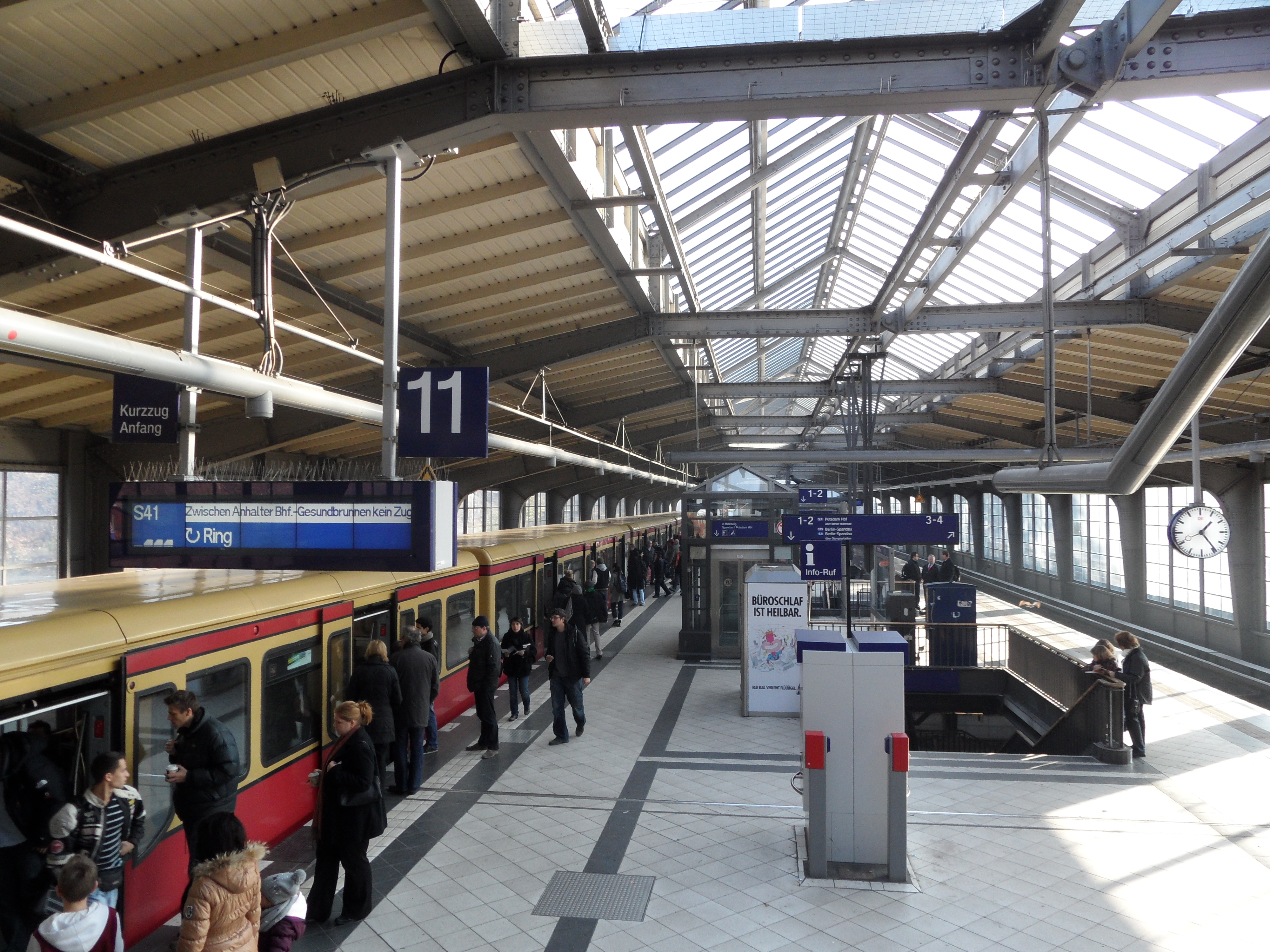